# Cariddi Nardulli
Cariddi Nardulli (n. 11 noiembrie 1970, Boston, Massachusetts, SUA) este o actriță, actriță de voce și scenaristă italo-americană.

## Biografie
Fiica unui italian și al fotografei canadiene Sheila McKinnon, Cariddi Nardulli a crescut la Roma, unde a urmat studiile medii și apoi a urmat studii universitare de actorie în Statele Unite ale Americii și apoi la Londra. Fratele ei mai mic, Itaco, care a fost și el actor, a murit la 26 august 1991 în timpul unei scufundări în apele din apropierea localității Porto Rotondo, Sardinia.
Activă în cinematografie și televiziune, a jucat în filme precum Bandele din New York sau Tigru și dragon. A colaborat, de asemenea, la scrierea scenariilor unor episoade ale serialelor de televiziune Roma și Borgia. Este cunoscută în principal pentru rolul Paola Cattani, fata comisarului Corrado Cattani, interpretat de Michele Placido, în primul și al doilea sezon al serialului de televiziune Caracatița (1984-1986). 

## Filmografie parțială

### Filme de cinema
- Mi faccio la barca, regie: Sergio Corbucci (1980)
- Il lupo e l'agnello, regie: Francesco Massaro (1980)

### Filme de televiziune
- Anna, Ciro e compagnia - serial TV, 13 episoade (1982)
- Scarlatto e nero, regie: Jerry London - film TV (1983)
- Caracatița - miniserial TV, 6 episoade (1984)
- Caracatița 2 - miniserial TV, episodul 1 (1986)
- Caracatița 3 - miniserial TV, episodul 1, voce, necreditată (1987)
- Le inchieste dell'ispettore Zen - miniserial TV, necreditată (2011)

## Legături externe
- Cariddi Nardulli la Internet Movie Database